# Chiletricha dureti
Chiletricha dureti är en tvåvingeart som beskrevs av Chandler 2002. Chiletricha dureti ingår i släktet Chiletricha och familjen Rangomaramidae. Inga underarter finns listade i Catalogue of Life.